# Omar Mejía Castelazo
Omar Mejía Castelazo (Pachuca de Soto, Hidalgo; n. 1979) es un economista y funcionario público mexicano. Actualmente, es miembro de la Junta de Gobierno del Banco de México, desempeñándose como subgobernador durante un periodo de ocho años, comprendido del 18 de enero de 2023 al 31 de diciembre de 2030.

## Biografía

### Primeros años y educación
Omar Mejía Castelazo nació en 1979 en la ciudad de Pachuca de Soto, capital del estado de Hidalgo. Cursó sus estudios primarios en la Escuela Primaria Odón Zaragoza Ruiz en PRI Chacón, Mineral de la Reforma, Hidalgo, desde el 12 de agosto de 1985 hasta el 21 de junio de 1991. Posteriormente, ingresó a la Escuela Secundaria Técnica N° 1 en Pachuca de Soto, Hidalgo, entre el 1 de agosto de 1991 y el 1 de junio de 1994. Luego, continuó su educación en el bachillerato en la Preparatoria Federal Por Cooperaciones «David Alfaro Siqueiros», ubicada en Pachuca de Soto, Hidalgo, desde el 1 de agosto de 1994 hasta el 16 de mayo de 1997.
Se formó como licenciado en economía en la Facultad de Economía de la Universidad Nacional Autónoma de México (UNAM), ingresando el 2 de septiembre de 1997 y completando sus créditos el 6 de mayo de 2004. Se tituló en 2018 con la tesina «Análisis del desempeño de la gestión de la deuda pública del Distrito Federal durante el periodo 2006-2012: estudio de caso», la cual fue presentada en 2017 y asesorada por Mario Alberto Morales Sánchez. Posteriormente realizó una especialidad en economía monetaria por la misma institución entre el 5 de agosto de 2019 y el 3 de julio de 2020.

### Trayectoria profesional
Comenzó su carrera profesional como jefe del departamento de mesa de dinero en la Secretaría de Finanzas de la Ciudad de México, ocupando el cargo desde el 1 de marzo de 2003 hasta el 30 de abril de 2005. Luego, cambió de puesto a subdirector de operaciones financieras, desempeñándose desde el 1 de mayo de 2005 hasta el 15 de septiembre de 2007. Más tarde, se unió a Fincorp en Ixe Grupo Financiero como gerente, donde trabajó desde el 16 de septiembre de 2007 hasta el 1 de junio de 2009.
Posteriormente, ocupó el cargo de subdirector en la Secretaría de Desarrollo Social entre el 1 de septiembre de 2009 y el 1 de mayo de 2010. Luego, se desempeñó como director de planeación y financiamiento de Calidad de Vida, Progreso y Desarrollo para la Ciudad de México desde el 1 de mayo de 2010 hasta el 1 de junio de 2011. Más tarde, ascendió a coordinador de planeación y financiamiento en la misma dependencia, periodo en el que trabajó desde el 1 de julio de 2011 hasta el 1 de febrero de 2013.
Regresó a la Secretaría de Finanzas de la Ciudad de México como director general de administración financiera, ocupando el cargo desde el 1 de marzo de 2013 hasta el 30 de mayo de 2016. Luego, se desempeñó como asesor en la misma secretaría desde el 1 de mayo de 2016 hasta el 30 de abril de 2018.
Fue designado como subtesorero de operación de la Secretaría de Hacienda y Crédito Público el 3 de diciembre de 2018, cargo que ocupó hasta el 28 de febrero de 2021. Posteriormente, trabajó como investigador técnico de la subgobernadora del Banco de México, Galia Borja Gómez, desde el 1 de marzo de 2021 hasta el 17 de enero de 2023.

## Subgobernador del Banco de México
Tras la vacante generada a partir del 31 de diciembre de 2022 en la Junta de Gobierno del Banco de México debido a la conclusión del mandato de Gerardo Esquivel Hernández como subgobernador, se hizo necesario encontrar a alguien que ocupara su lugar. Ante esta situación, el 5 de enero de 2023, se designó a Omar Mejía Castelazo como el candidato seleccionado para ocupar la vacante. Sin embargo, algunos analistas calificaron su elección como «sorpresiva». El 17 de enero de 2023, fue ratificado por la Comisión Permanente del H. Congreso de la Unión con 24 votos a favor, 1 en contra y 10 abstenciones, abarcando el periodo de 18 de enero de 2023 al 31 de diciembre de 2030.